# Kell am See
Pour les articles homonymes, voir Kell.
Kell am See est une municipalité de la Verbandsgemeinde Saarburg-Kell, dans l'arrondissement de Trèves-Sarrebourg, en Rhénanie-Palatinat, dans l'ouest de l'Allemagne. La ville se situe à 20 km de la ville de Trèves.